# Thomas Piron
Pour les articles homonymes, voir Piron.
Thomas Piron, né le 29 août 2000, est un nageur français. Il s'entraîne à Lyon Natation Métropole. 
En 2021, aux Championnats de France de natation en grand bassin qui se sont tenus à Chartres, il remporte le titre de Champion de France sur 50 mètres papillon.
L'année suivante, en 2022, il renouvelle son titre en petit bassin à Chartres également.

## Carrière
En 2018, il est sélectionné aux Championnats d'Europe Juniors, marquant ainsi le début de sa carrière sur la scène internationale.
C’est en 2019, qu’il remporte le titre de Champion de France Open d'été sur 50 mètres papillon à Béthune.
En août 2021, il est sélectionné en équipe de France A' à Las Palmas. Par la suite, il est sélectionné à la Coupe du monde de natation en octobre à Budapest.Puis en novembre, aux Championnats d'Europe petit bassin à Kazan, il atteint les demi-finales dans deux épreuves, le 50 mètres papillon et le 100 mètres nage libre. Et c’est en  décembre 2021, aux Championnats du Monde à Abu Dhabi, qu’il termine en tant que finaliste dans deux relais : le 4 x 100 mètres 4 nages masculin et le 4 x 50 mètres nage libre mixte.
Lors des Championnats d'Europe à Rome en août 2022, il s'est distingué en devenant demi-finaliste sur le 50 mètres papillon. Deux mois plus tard, il est sélectionné à la Coupe du monde de natation à Berlin. Et Il devient champion de France pour une deuxième fois, à Chartres en petit bassin en novembre de la même année.
En juin 2023, il décroche la 3ème place sur le 50 mètres papillon derrière Maxime Grousset et Florent Manaudou, lors des Championnats de France à Rennes.